# Peribol

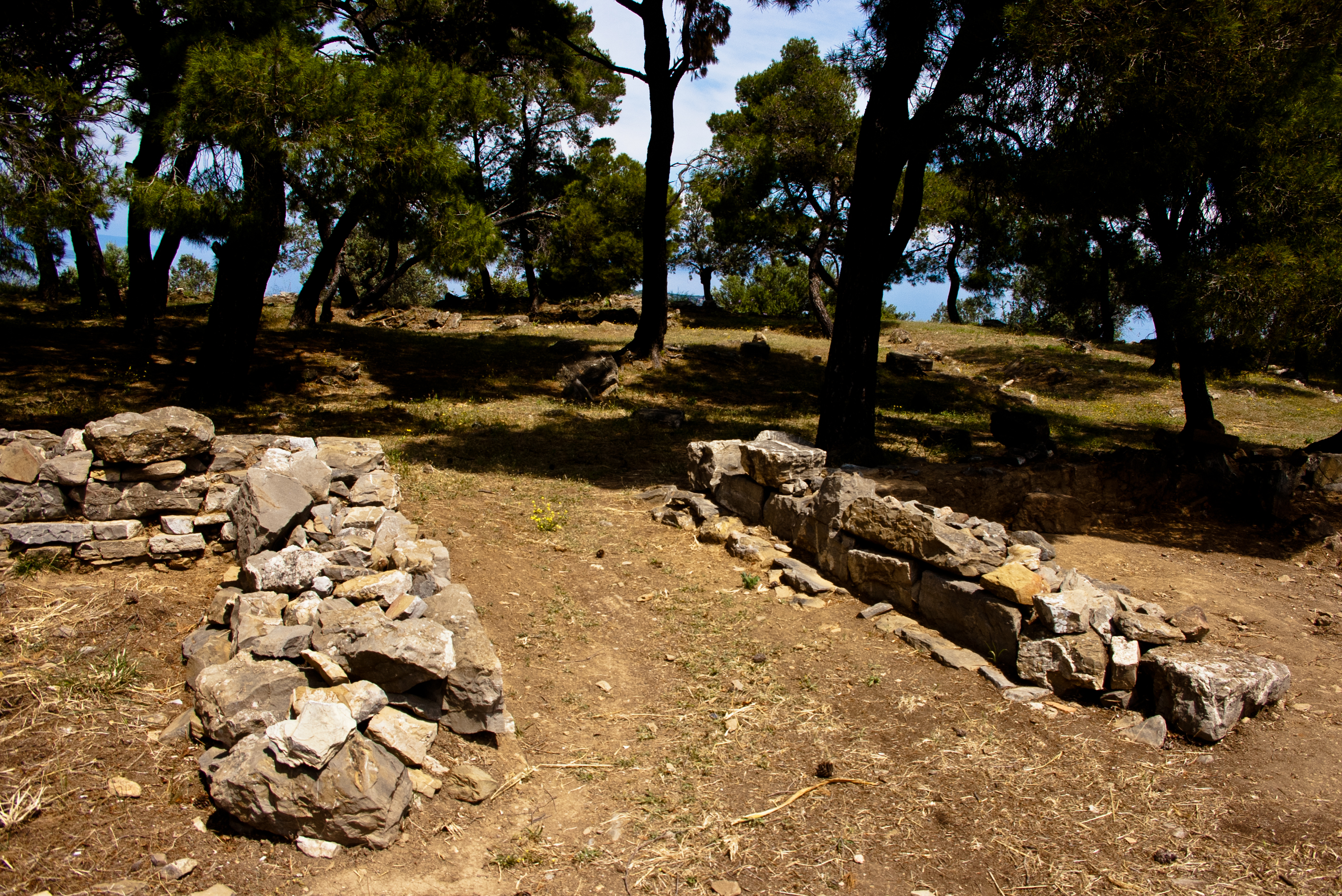
Intrarea și peribolul templului lui Poseidon, insula Calauria, Grecia.

Un peribol (din grecescul περίϐολος / períbolos, „incintă”, de la περί / perí și βάλλω / bállō, „a arunca”) este o incintă sacră din jurul templelor antice. De exemplu, un zid exterior care limitează un spațiu din jurul unui templu grec sau roman, un altar roman, un sanctuar galic (de exemplu, șanțul cu palisadă de la sanctuarul Corent) sau un templu egiptean. Funcția peribolului era de a separa spațiul sacru (numit téménos în limba greacă veche) de cel profan.
Prin extensie, în arhitectura modernă, se referă la spațiul rămas între o clădire și gardul înconjurător.

## Etimologie
Substantivul din limba română peribol este un împrumut din franceză, péribole, care a fost, la rândul său, împrumutat din greaca veche, περίϐολος / períbolos, „incintă” și din latină, peribolus, „galerie exterioară”. În greaca veche, períbolos, a fost format din περί / perí, „în jurul” și βάλλω / bállō, „a arunca”.